# Jason London

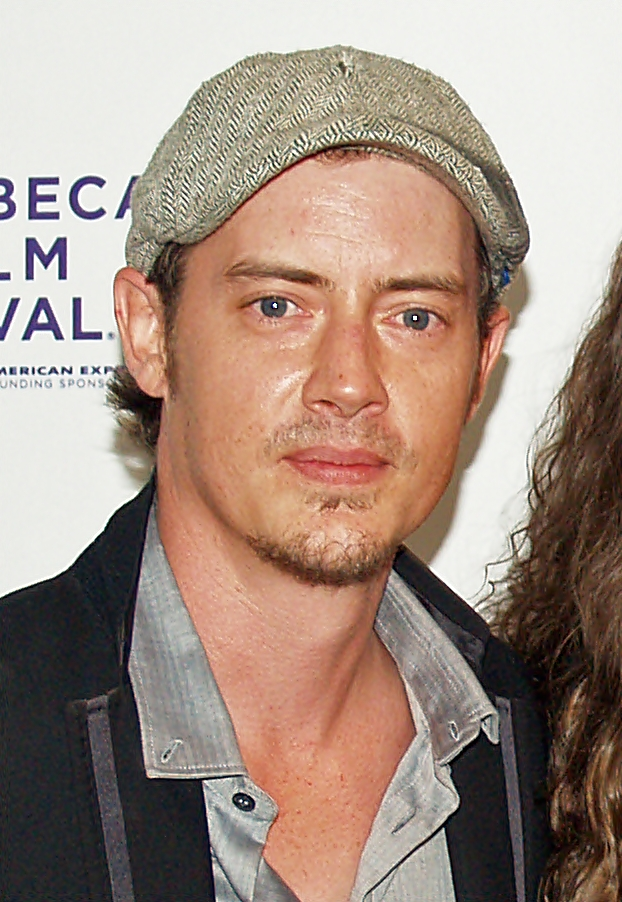
Jason London (2008)

Jason Paul London (* 7. November 1972 in San Diego, Kalifornien) ist ein US-amerikanischer Schauspieler und Filmproduzent.

## Leben
Jason London wuchs zusammen mit seinem eineiigen, 27 Minuten jüngeren Zwillingsbruder Jeremy London, der ebenfalls Schauspieler ist, und der jüngeren Schwester Dedra in den Bundesstaaten Oklahoma und Texas auf. Seine Schwester starb 1992 bei einem Autounfall.
London steht seit 1991 vor der Kamera, was zunächst eher zufällig geschah, als er seinen Bruder Jeremy zu einem Vorsprechen begleitete und an dessen Stelle für eine große Rolle in Robert Mulligans Filmdrama Der Mann im Mond (1991) ausgewählt wurde. Schnell verzeichnete er weitere Erfolge: 1993 spielte er in Richard Linklaters hochgelobtem Coming-of-Age-Film Confusion – Sommer der Ausgeflippten als allseits beliebter Football-Spieler Randall „Pink“ Floyd bereits eine zentrale Rolle. Es folgten ein Auftritt als Jugendlicher, der sich unbewusst in eine Drag Queen verliebt, in der Komödie To Wong Foo, thanks for Everything, Julie Newmar (1995), sowie die männliche Hauptrolle in der Horrorfilm-Fortsetzung Carrie 2 – Die Rache (1999). In der Miniserie Jason und der Kampf um das Goldene Vlies war er 2000 in der Titelrolle des griechischen Helden Iason zu sehen. 1996 wurde er vom People-Magazine unter die 50 „attraktivsten Menschen der Welt“ gewählt.
Gemeinsam mit seinem Bruder stand London 2003 in einer Gastrolle in der Fernsehserie Eine himmlische Familie vor der Kamera. Seit dem Kurzfilm Last Stand im Jahr 2003 trat er auch als Filmproduzent in Erscheinung. So koproduzierte er 2004 die Mockumentary To Kill A Mocumentary und 2010 die Komödie The Putt Putt Syndrome mit sich selbst in der Hauptrolle. Nachdem Jason London lange als kommender Hollywood-Star gehandelt wurde, stagnierte seine Schauspielkarriere ab den 2000er-Jahren und er tritt heute hauptsächlich in B-Filmen als Haupt- und Nebendarsteller auf.
London war von 1997 bis 2006 mit der Schauspielerin Charlie Spradling verheiratet. Die beiden sind seit 1996 Eltern einer gemeinsamen Tochter. Im Jahr 2011 heiratete er die Schauspielerin Sofia Karstens, das Paar trennte sich im Februar 2014.

## Filmografie (Auswahl)

### Kino- und Fernsehfilme
- 1991: Der Klan der Vampire (Blood Ties, Fernsehfilm)
- 1991: Der Mann im Mond (The Man in the Moon)
- 1991: Teuflisches Komplott (False Arrest, Fernsehfilm)
- 1993: Confusion – Sommer der Ausgeflippten (Dazed and Confused)
- 1993: Blutende Herzen – Eine Familie zerbricht (A Matter of Justice, Fernsehfilm)
- 1994: Safe Passage
- 1995: Die Frau meines Lehrers (My Teacher’s Wife)
- 1995: Fall Time – Blutiger Herbst (Fall Time)
- 1995: Quotenkönig im Affenstall (The Barefoot Executive, Fernsehfilm)
- 1996: To Wong Foo, thanks for Everything, Julie Newmar
- 1996: Countdown – Bombenterror in Seattle (Countdown)
- 1996: Haus der stummen Schreie (If These Walls Could Talk, Fernsehfilm)
- 1997: Eifersüchtig – Verrat einer Freundin (Friends ’Til the End, Fernsehfilm)
- 1999: Alien Cargo (Fernsehfilm)
- 1999: Carrie 2 – Die Rache (The Rage: Carrie 2)
- 2000: Jason und der Kampf um das Goldene Vlies (Jason and the Argonauts, Fernseh-Zweiteiler)
- 2000: Der Hund von Baskerville (The Hound of the Baskervilles, Fernsehfilm)
- 2001: Eis kalt (Out Cold)
- 2002: A Midsummer Night’s Rave
- 2003: Grind – Sex, Boards & Rock’n’Roll (Grind)
- 2003: Wes Craven präsentiert Dracula II – The Ascension (Dracula II: Ascension)
- 2005: Wes Craven präsentiert Dracula III – Legacy (Dracula III: Legacy)
- 2005: God’s Army IV – Die Offenbarung (The Prophecy: Uprising)
- 2006: The Glass House 2
- 2006: Axe – Killer Biker Gang (Greed)
- 2006: The Goode’s House (The Good Mother)
- 2008: Belle – Der Weg zum Glück (All Roads Lead Home)
- 2009: Devil’s Tomb – Willkommen in der Hölle (The Devil’s Tomb)
- 2009: Eine tierische Bescherung (A Golden Christmas, Fernsehfilm)
- 2010: Zombie – The Terror Experiment (The Terror Experiment)
- 2010: Monster Wolf
- 2011: Snow Beast – Überleben ist alles (Snow Beast)
- 2011: Weather Wars
- 2011: 51
- 2012: Mein Freund Smitty – Ein Sommer voller Abenteuer (Smitty)
- 2013: Die Dackel sind los (Wiener Dog Nationals)
- 2015: Zombie Shark – The Swimming Dead (Zombie Shark, Fernsehfilm)
- 2015: A Perfect Vacation
- 2017: Open the Door
- 2017: Trafficked
- 2019: Acceleration – Gegen die Zeit (Acceleration)
- 2020: Horse Camp – Sommer der Abenteuer (Horse Camp)

### Fernsehserien
- 1993: Geschichten aus der Gruft (Tales from the Crypt, Folge 5x07)
- 1995: Outer Limits – Die unbekannte Dimension (The Outer Limits, Folge 1x16)
- 2003: Eine himmlische Familie (7th Heaven, Folge Smoking)
- 2004: CSI: Den Tätern auf der Spur (CSI: Crime Scene Investigation, Folge 5x09)
- 2005–2007: Wildfire (10 Folgen)
- 2006: Criminal Minds (Folge 2x05 Der Lockvogel)
- 2007: Grey’s Anatomy (Folge 3x25)
- 2007: Saving Grace (2 Folgen)
- 2008: Ghost Whisperer – Stimmen aus dem Jenseits (Ghost Whisperer, Folge 4x02)
- 2010: Navy CIS (Navy NCIS, Folge 7x19 Holly Snow)
- 2012: Dallas (Folge 1x04)
- 2012: Scandal (Folge 2x07 Von allen guten Geistern verlassen)
- 2012–2013: Hero Factory (3 Folgen)
- 2013: Major Crimes (Folge 2x12 Killerdosis)